# Saksi
Saksi est une émission d'information philippine diffusé sur le réseau GMA Network depuis le 2 octobre 1995.

## Présentateurs
- Arnold Clavio (depuis 2004)
- Pia Arcangel (depuis 2013)

### Source de la traduction
- (en) Cet article est partiellement ou en totalité issu de l’article de Wikipédia en anglais intitulé « Saksi » (voir la liste des auteurs).